# Gonfreville-l’Orcher
Gonfreville-l’Orcher – miejscowość i gmina we Francji, w regionie Normandia, w departamencie Sekwana Nadmorska.
Według danych na rok 1990 gminę zamieszkiwały 10 202 osoby, a gęstość zaludnienia wynosiła 395 osób/km² (wśród 1421 gmin Górnej Normandii Gonfreville-l’Orcher plasuje się na 24. miejscu pod względem liczby ludności i pod względem powierzchni.

## Współpraca międzynarodowa
- Teltow